# Atthaphan Phunsawat
Atthaphan Phunsawat (tiếng Thái: อรรถพันธ์ พูลสวัสดิ์, phiên âm: Át-tha-phan Phun-sa-vát, sinh ngày 4 tháng 10 năm 1993) còn có nghệ danh là Gun (กัน), là một diễn viên và người dẫn chương trình người Thái Lan trực thuộc GMMTV. Anh bắt đầu diễn xuất từ năm 2004 với vai trò là một diễn viên nhí và dần biết đến với các vai diễn trong loạt series phim The Blue Hour (2015), Senior Secret Love: Puppy Honey & Senior Secret Love: Puppy Honey 2 (2016–2017), The Gifted (2018) và Theory of Love (2019), Not Me (2022).
Gun sinh ngày 4 tháng 10 năm 1993 tại Băng Cốc, Thái Lan. Hiện tại Gun đang sống cùng bà và em gái Pimwalee ngoài ra anh còn có 1 người em trai cùng ba. Anh từng theo học Quản trị Kinh doanh tại Đại học Bangkok nhưng hiện tại đã tốt nghiệp Khoa học Chính trị tại Đại học Ramkhamhaeng.

## Sự nghiệp
Thuở nhỏ, Gun tham gia vào ngành giải trí với sự ủng hộ của mẹ mình, người đã biết được ước mơ của cậu con trai: 'Mẹ ơi, Gun muốn lên TV', anh kể lại trong một buổi phỏng vấn. Với sự ủng hộ của mẹ, anh tham gia thử giọng cho một công ty điện ảnh và trở thành quán quân của The Boy Model Competition 2003.
Vai diễn đầu tiên của anh bắt đầu vào năm 2004 với vai 'Gomin', một trong những vai diễn nổi tiếng của anh tại Thái Lan. Đoạn quảng cáo dân gian này đã trở nên nổi tiếng khi phát sóng và thúc đẩy Gun trở thành diễn viên nhí nổi tiếng ở độ tuổi 9 đến 10 tuổi. Kể từ đó, anh tiếp tục hoạt động trong ngành—ở mức độ tốt hơn hoặc kém hơn—tham gia nhiều bộ phim truyền hình cho Channel 7 và Channel 3 trong suốt thời thơ ấu của mình.
Đặc biệt, trong lĩnh vực điện ảnh, Gun bắt đầu nổi tiếng với thể loại phim truyền hình, nơi anh thu hút sự chú ý với các tác phẩm như 'Slice' (2009) của Kongkiat Khomsiri, một bộ phim kinh dị Thái Lan nơi Gun đã khiến khán giả bất ngờ với vai diễn đứa trẻ bị lạm dụng, sau đó được đề cử trong giải thưởng Suphannahong National Film Awards danh giá và đoạt giải Nam diễn viên phu Xuất sắc tại giải thưởng Chalerm Thai Awards lần thứ 7 (2010).
Một tác phẩm khác giúp anh có tiếng trong ngành diễn xuất đó là 'The Blue Hour' (2015), một bộ phim của Anucha Boonyawatana, với vai diễn Tam đã mang về cho anh đề cử Nam diễn viên chính Xuất sắc tại Thai Film Directors Association Awards và một giải khác tại Suphannahong National Film Awards (2016), đồng thời đoạt giải Màn trình diễn của năm tại Bioscope Awards 2015 cùng với bạn diễn Oabnithi Wiwattanawarang (Oab).
Sau khi kí hợp đồng với GMMTV vào năm 2016, Gun đã nổi tiếng với vai Rome trong 'Senior Secret Love: Puppy Honey' (2016) và phần tiếp theo của bộ phim với Jumpol Adulkittiporn (Off). Phản ứng hoá học mạnh mẽ giữa hai người đã giúp họ trở thành host của nhiều chương trình trực tuyến, phát hành single 'Too Cute To Handle' và tiếp tục tham gia bộ phim 'Theory of Love' (2019). Cùng nhau, Off và Gun đã đoạt được nhiều giải Cặp đôi được yêu thích nhất tại các lễ trao giải lớn như Maya Awards (2018, 2019) và LINE TV Awards (2019, 2020).
Gun cũng có được vai diễn độc lập thành công với Punn trong 'The Gifted' (2018), anh đã đoạt giải Cảnh Hành động xuất sắc nhất tại LINE TV Awards (2019) và giải Nam diễn viên phụ xuất sắc tại Asian Television Awards lần thứ 24 (2020).
Ngoài sự nghiệp diễn xuất, Gun cũng sở hữu một thương hiệu quần áo GENTE và đồng sở hữu một thương hiệu quần áo khác là Too Cute To Be Cool cùng với nữ diễn viên Alice Tsoi và Nichaphat Chatchaipholrat (Pearwah).

## Các phim tham gia

### Phim điện ảnh
| Năm  | Tên phim                       | Vai   | Ghi chú   | Ref.        |
| ---- | ------------------------------ | ----- | --------- | ----------- |
| 2008 | Pirate of the Lost Sea         | Fluke | Vai phụ   | [ 5 ]       |
| 2009 | Slice                          | Nut   | Vai phụ   | [ 4 ]       |
| 2011 | Forget Me Not                  | Tharn | Vai chính |             |
| 2012 | 407 Dark Flight                | Tee   | Khách mời |             |
| 2014 | O.T. The Movie                 | O     | Vai phụ   | [ 6 ] [ 7 ] |
| 2014 | Bittersweet Chocolate          | James | Vai chính | [ 8 ]       |
| 2015 | The Blue Hour                  | Tam   | Vai chính | [ 9 ]       |
| 2015 | Love Love You                  | Gump  | Vai chính | [ 10 ]      |
| 2017 | Playboy and the Gang of Cherry | James | Vai chính | [ 11 ]      |
| 2022 | The Snake Queen                | Kao   | Vai chính | [ 12 ]      |

### Phim truyền hình
| Năm  | Tên phim                                      | Vai                    | Ghi chú             | Ref.   |
| ---- | --------------------------------------------- | ---------------------- | ------------------- | ------ |
| 2003 | Benja Keta Kwarm Ruk                          | Pupa (trẻ)             | Vai phụ             |        |
| 2004 | Fai Nai Wayu                                  | Graigoon/Noi (trẻ)     | Khách mời           |        |
| 2004 | Pha Mai                                       |                        | Khách mời           |        |
| 2004 | Poot Pitsawat                                 | Ghost Boy              | Vai phụ             |        |
| 2004 | Gomin                                         | Gomin (trẻ)            | Vai chính           |        |
| 2005 | Kerd Tae Tom                                  |                        | Vai phụ             |        |
| 2005 | คนนี้แหละพ่อเรา This Person is our Father        | One/Two                | Vai chính           |        |
| 2005 | Chaloey Barb                                  |                        | Khách mời           |        |
| 2006 | Koh Kaya Sith                                 | Phumin (trẻ)           | Vai phụ             |        |
| 2006 | Thee Trakoon Song                             | Fuu (trẻ)              | Khách mời           |        |
| 2006 | Sood Ruk Sood Duang Jai                       | Likit (trẻ)            | Khách mời           |        |
| 2007 | Gong Jak Lai Dok Bua                          | Pariwat/Wat (trẻ)      | Khách mời           |        |
| 2007 | Hoop Kao Kin Kone                             | Woraman (trẻ)          | Khách mời           |        |
| 2008 | Botan Gleep Sudtai                            | Danai (trẻ)            | Khách mời           |        |
| 2009 | Khun Mae Jum Lang                             | Bạn cùng lớp của Porto | Vai phụ             |        |
| 2009 | Mae Ka Khanom Wan                             | Wacharawat (trẻ)       | Khách mời           |        |
| 2009 | Jao Por Jum Pen Kub Jao Nu Ninja              | Ninja                  | Vai chính           |        |
| 2012 | Fruits From Different Trees                   | X                      | Khách mời           |        |
| 2013 | Baan Bor Kor Tag                              | Tin                    | Vai chính           |        |
| 2014 | ThirTEEN Terrors                              | Tam                    | Vai chính           |        |
| 2015 | Riddles ปริศนาอาฆาต Pritsana Akhat             | Pachara                | Khách mời           |        |
| 2015 | Nong Mai Rai Borisut                          | Ghost                  | Khách mời           |        |
| 2016 | Little Big Dream                              |                        | Khách mời           |        |
| 2016 | Senior Secret Love: Puppy Honey               | Rome                   | Vai chính           |        |
| 2017 | Senior Secret Love: Puppy Honey 2             | Rome                   | Vai chính           |        |
| 2017 | Secret Seven                                  | Liftoil                | Vai chính           |        |
| 2017 | Teenage Mom: The Series                       | Nha sĩ                 | Khách mời           |        |
| 2017 | SOTUS S: The Series                           | Người say rượu         | Khách mời           |        |
| 2018 | The Gifted                                    | Punn Taweesilp         | Vai chính           | [ 13 ] |
| 2018 | Our Skyy (tập Pick-Rome)                      | Rome                   | Vai chính           | [ 14 ] |
| 2019 | Theory of Love                                | Third                  | Vai chính           | [ 15 ] |
| 2020 | Club Sapan Fine                               | Ko                     | Vai chính           | [ 16 ] |
| 2020 | The Gifted: Graduation                        | Punn Taweesilp         | Vai chính           |        |
| 2020 | I'm Tee, Me Too                               | T-Rex                  | Vai chính           | [ 17 ] |
| 2020 | The Shipper                                   |                        | Khách mời           |        |
| 2020 | Theory of Love: Special Episode "Stand By Me" | Third                  | Vai chính           |        |
| 2021 | Not Me                                        | Black/White            | Vai chính           |        |
| 2022 | The War of Flower                             | Non                    | Vai chính           |        |
| 2022 | Club Sapan Fine 2                             | Ko                     | Vai chính           |        |
| 2022 | Vice Versa                                    | Third (Theory of love) | Khách mời           |        |
| 2022 | The Three GentleBros                          | Ashira/ "Arty"         | Vai chính           |        |
| 2023 | Home School                                   | Run                    |                     |        |
| 2023 | Midnight Museum                               | Dome/ Chan/ The One    | Vai chính/ Multiple |        |
| 2023 | Cooking Crush                                 | Prem                   | Vai chính           |        |
| 2024 | The trainee                                   | Ryan                   | Vai chính           |        |

### Trong MV
| Năm  | Tên bài hát                                                               | Thể hiện                                                       | Vai      |
| ---- | ------------------------------------------------------------------------- | -------------------------------------------------------------- | -------- |
| 2013 | Tomorrow I Will Be Your Girlfriend                                        | Kulmat Limpawutwaranon                                         | Nerd Boy |
| 2016 | Secret Babbling (Nhạc phim Senior Secret Love: Puppy Honey)               | Songkran                                                       | Rome     |
| 2017 | Escape (Nhạc phim Senior Secret Love: Puppy Honey 2)                      | Worranit Thawornwong (Mook)                                    | Rome     |
| 2017 | I Assure You, It's Only You (Nhạc phim Senior Secret Love: Puppy Honey 2) | Achirawit Saliwathana                                          | Rome     |
| 2017 | What Sort of Person Should They Be? (Nhạc phim Secret Seven)              | Bambam Niwirin                                                 | Liftoil  |
| 2018 | Do You Understand? (Nhạc phim Our Skyy)                                   | Pattadon Janngeon (Fiat)                                       | Rome     |
| 2019 | The Loudest Silence                                                       | Jumpol Adulkittiporn (Off) và Attaphan Phunsawat (Gun) (Cover) | Third    |
| 2019 | Fake Protaginist (Nhạc phim Theory of Love)                               | Getsunova                                                      | Third    |

## Âm nhạc
| Năm  | Tên bài hát                                                 | Ghi chú                             |
| ---- | ----------------------------------------------------------- | ----------------------------------- |
| 2005 | Dek Dee (cùng với nhiều nghệ sĩ khác)                       | Nhạc phim This Person is Our Father |
| 2019 | The Loudest Silence (cùng với Jumpol Adulkittiporn)         | Cover                               |
| 2020 | ไม่รักไม่ลง (Too Cute To Handle) cùng với Jumpol Adulkittiporn |                                     |
| 2022 | My Side (cùng với Jumpol Adulkittiporn)                     |                                     |

## Giải thưởng
| Năm  | Giải thưởng                                           | Hạng mục                                               | Tác phẩm                        | Kết quả   |
| ---- | ----------------------------------------------------- | ------------------------------------------------------ | ------------------------------- | --------- |
| 2010 | 7th Khom Chat Luek Awards                             | Best Supporting Actor                                  | Slice                           | Đề cử     |
| 2010 | 7th Starpics Awards                                   | Best Supporting Actor                                  | Slice                           | Đề cử     |
| 2010 | 18th Thai Movie & Entertainment Criticism Club Awards | Best Supporting Actor                                  | Slice                           | Đề cử     |
| 2010 | 7th Chalerm Thai Awards                               | Best Supporting Actor                                  | Slice                           | Đoạt giải |
| 2010 | Movie Max Awards                                      | Rising Star                                            | Slice                           | Đoạt giải |
| 2010 | 7th HAMBURGER Awards                                  | Best Supporting Actor                                  | Slice                           | Đề cử     |
| 2010 | 19th Thailand National Film Association Awards        | Best Supporting Actor                                  | Slice                           | Đề cử     |
| 2011 | Bioscope Awards                                       | Performance of the Year                                | Slice                           | Đoạt giải |
| 2015 | 13th Starpics Awards 2015                             | Best Lead Actor                                        | The Blue Hour                   | Đề cử     |
| 2015 | 6th Thai Film Director Association                    | Best Lead Actor                                        | The Blue Hour                   | Đề cử     |
| 2015 | 25th Thailand National Film Association Awards        | Best Lead Actor                                        | The Blue Hour                   | Đoạt giải |
| 2015 | 24th Thai Movie & Entertainment Criticism Club Awards | Best Lead Actor                                        | The Blue Hour                   | Đề cử     |
| 2017 | Great Super Star Awards                               | The Couple of the Year                                 | Senior Secret Love: Puppy Honey | Đề cử     |
| 2018 | KAZZ Awards                                           | Young Male of the Year                                 | Senior Secret Love: Puppy Honey | Đề cử     |
| 2018 | 7th Daily Dara Awards                                 | Male Rising Star                                       | Senior Secret Love: Puppy Honey | Đoạt giải |
| 2018 | Maya Awards                                           | Best Couple (với Jumpol Adulkittiporn)                 | Senior Secret Love: Puppy Honey | Đề cử     |
| 2018 | Award "Rud Bundit"                                    | Outstanding Acting and Drama                           | The Gifted                      | Đoạt giải |
| 2018 | Great Super Star Awards                               | Best Couple (với Jumpol Adulkittiporn)                 |                                 | Đề cử     |
| 2018 | Artist Federation of Thailand                         | Youth and Person of the Year                           |                                 | Đoạt giải |
| 2019 | LINE TV Awards                                        | Best Couple (với Jumpol Adulkittiporn)                 | Our Skyy                        | Đoạt giải |
| 2019 | LINE TV Awards                                        | Best Fight Scene                                       | The Gifted                      | Đoạt giải |
| 2019 | KAZZ Awards                                           | Popular Young Male                                     |                                 | Đề cử     |
| 2019 | KAZZ Awards                                           | POPULAR VOTE 2019                                      |                                 | Đề cử     |
| 2019 | KAZZ Awards                                           | Favorite Male Kazz Magazine (với Jumpol Adulkittiporn) |                                 | Đoạt giải |
| 2019 | 8th Daily Dara Awards                                 | Popular Vote                                           |                                 | Đề cử     |
| 2019 | 7th HOWE Awards                                       | Best Couple (với Jumpol Adulkittiporn)                 |                                 | Đoạt giải |
| 2019 | Maya Awards                                           | Best Couple (với Jumpol Adulkittiporn)                 |                                 | Đoạt giải |
| 2019 | 24th Asian Television Award                           | Best Actor in a Supporting Role                        | The Gifted                      | Đoạt giải |
| 2019 | Thailand Headlines Person of The Year Awards          | Best Couple (với Jumpol Adulkittiporn)                 |                                 | Đoạt giải |
| 2020 | Great Super Stars Awards                              | Best Couple (với Jumpol Adulkittiporn)                 |                                 | Đoạt giải |
| 2020 | 3rd LINE TV Awards                                    | Best Couple (với Jumpol Adulkittiporn)                 | Theory of Love                  | Đoạt giải |
| 2021 | KAZZ Awards                                           | Best Actor of the year                                 |                                 | Đề cử     |
| 2021 | 1st Siam Series Award                                 | Best Actor                                             |                                 | Đề cử     |
| 2022 | Maya Entertain Awards 2022                            | Best couple (với Jumpol Adulkittiporn)                 | Theory of Love                  | Đề cử     |